# Residenzplatz
Residenzplatz (in italiano: Piazza della residenza) è una delle piazze principali di Salisburgo, situata nel centro storico.

## Descrizione e storia

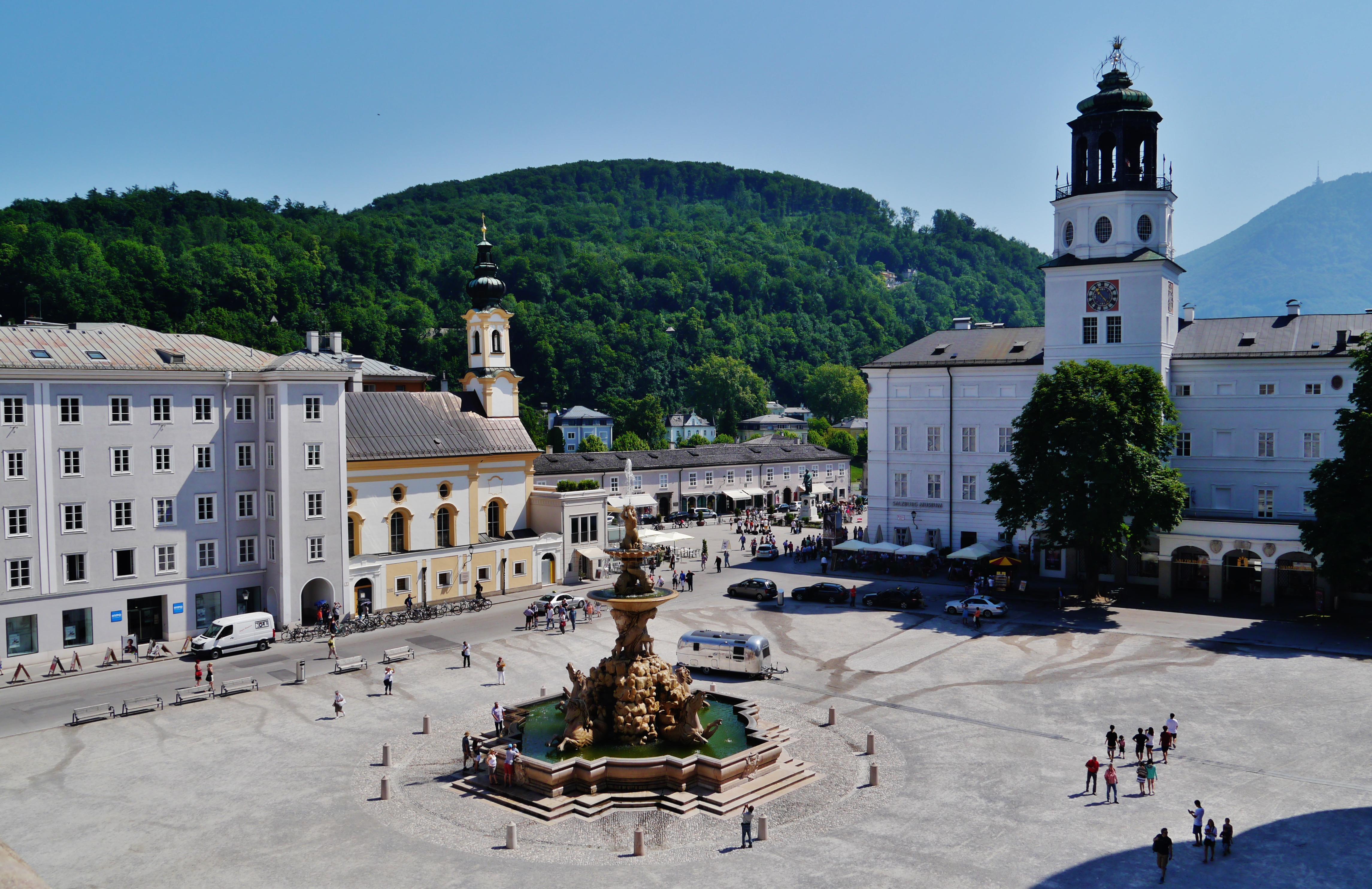

Prende il nome dalla Residenza di Salisburgo dei Principi-Arcivescovi di Salisburgo, e si trova nei pressi del Duomo di Salisburgo.
Diverse residenze storiche circondano la piazza a nord, tra cui la casa del pittore barocco Johann Michael Rottmayr, dove soggiornò durante la creazione degli affreschi sul soffitto dell'Alte Residenz intorno al 1690.
La Residenzplatz fu costruita nel 1587 per volere del principe arcivescovo Wolf Dietrich Raitenau, dopo vi era in origine il cimitero dell'ex monastero a nord del Duomo di Salisburgo. Raitenau fece demolire un gran numero di residenze private per la costruzione dellq piazza. All'epoca la piazza veniva chiamata Hauptplatz ("piazza principale").
Al centro della piazza venne fatta costruire tra il 1656 e il 1661 una fontana, il Residenzbrunnen, su progetto di Tommaso di Garona.